# 卡捷里尼夫卡 (日爾伊夫卡區)
48°47′55″N 36°2′59″E / 48.79861°N 36.04972°E
卡捷里尼夫卡（烏克蘭語：Катеринівка），是烏克蘭的村落，位於該國中部第聶伯羅彼得羅夫斯克州，由日爾伊夫卡區負責管轄，處於小捷爾尼夫卡河畔，海拔高度78米，2001年人口9。